# Tangara flava
Tangara flava är en fågelart i familjen tangaror inom ordningen tättingar.

## Utbredning och systematik
Fågeln förekommer i Sydamerika och delas in i fem underarter med följande utbredning:
- T. f. huberi – ön Marajó i nordöstra Pará i norra Brasilien
- T. f. flava – nordöstra Brasilien (östcentrala Pará samt centrala Maranhão och norra Ceará söderut till norra Goiás och södra Bahia)
- T. f. sincipitalis – Goiás (förutom i norr) i östcentrala Brasilien
- T. f. margaritae – centrala Brasilien (Mato Grosso) och närliggande östra Bolivia
- T. f. chloroptera – sydöstra Brasilien (Minas Gerais, São Paulo, Paraná), östra Paraguay och nordöstra Argentina (Misiones)

Den betraktas oftast som en del av isabellatangara (Tangara cayana), men urskiljs sedan 2016 som egen art av Birdlife International och IUCN.

## Status
Fågeln kategoriseras av IUCN som livskraftig.